# Головмох вилчастий
Головмох вилчастий (Bryum dichotomum) — вид мохів порядку головмохальних (Bryales).

## Поширення
Ареал охоплює такі частини світу: Європа, Африка, Північна Америка, Південна Америка, Азія, Нова Зеландія.
Населяє від сухого до вологого ґрунту, ґрунту на камені; від низьких до високих (0–2000 метрів).

## Характеристика
Рослини зелені або жовто-зелені. Стебла 0.5–1(2) см. Листки від яйцювато-ланцетних до яйцюватих, слабо увігнуті, 0.5–1.5(2) мм; краї вигнуті проксимально; верхівка від гострої до загостреної. Спеціалізоване безстатеве розмноження цибулинами в пазухах листків, 1 (або 2) цибулини на пазуху, подовжено-яйцеподібні, 250–750 мкм, наявні зачатки, широко трикутні, гострі, що виникають трохи нижче середини цибулини або біля основи. Коробочка поникла, у зрілості пурпурно-червона, 1–3(4) мм.